# Santa Bibiana (Roma)
Santa Bibiana é uma pequena igreja em Roma dedicada a Santa Bibiana, construída inicialmente pelo papa Simplício e consagrada em 467 perto do antigo Fórum Tauriano, onde foi martirizada Santa Bibiana. A igreja está localizada no número 154 da via Giovanni Giolitti, perto da Estação Termini e próxima do Templo de Minerva Medica, no rione Esquilino.

## A Igreja
A igreja de Santa Bibiana foi restaurada pelo papa Honório III em 1224. A atual fachada foi concebida e construída pelo arquiteto de vinte e seis anos Gian Lorenzo Bernini em 1624-26, contratado pelo Papa Urbano VIII. As colunas que ladeiam a nave são da igreja original do século V.
É ali que está a estátua de Santa Bibiana, também de Bernini (1626). Ela mostra a santa segurando a palma do martírio próxima à coluna onde ela foi torturada e morta. Os afrescos nas paredes são de Pietro da Cortona (esquerda) e Agostino Ciampelli (direita).
Os corpos de Santa Bibiana, sua mãe, Dafrosa, e sua irmã Demétria foram descobertos num sarcófago do século III e agora repousam numa urna de alabastro abaixo do altar-mor. Tradicionalmente, acredita-se que a coluna logo na entrada da igreja seja a mesma utilizada para torturar Bibiana.

## Galeria

Imagens da igreja
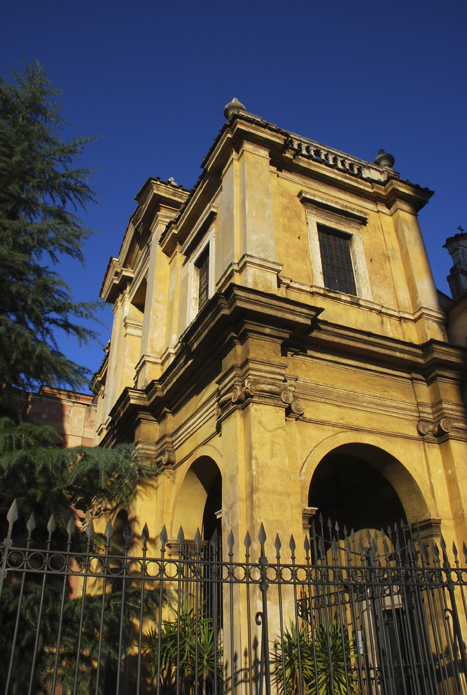
Lateral
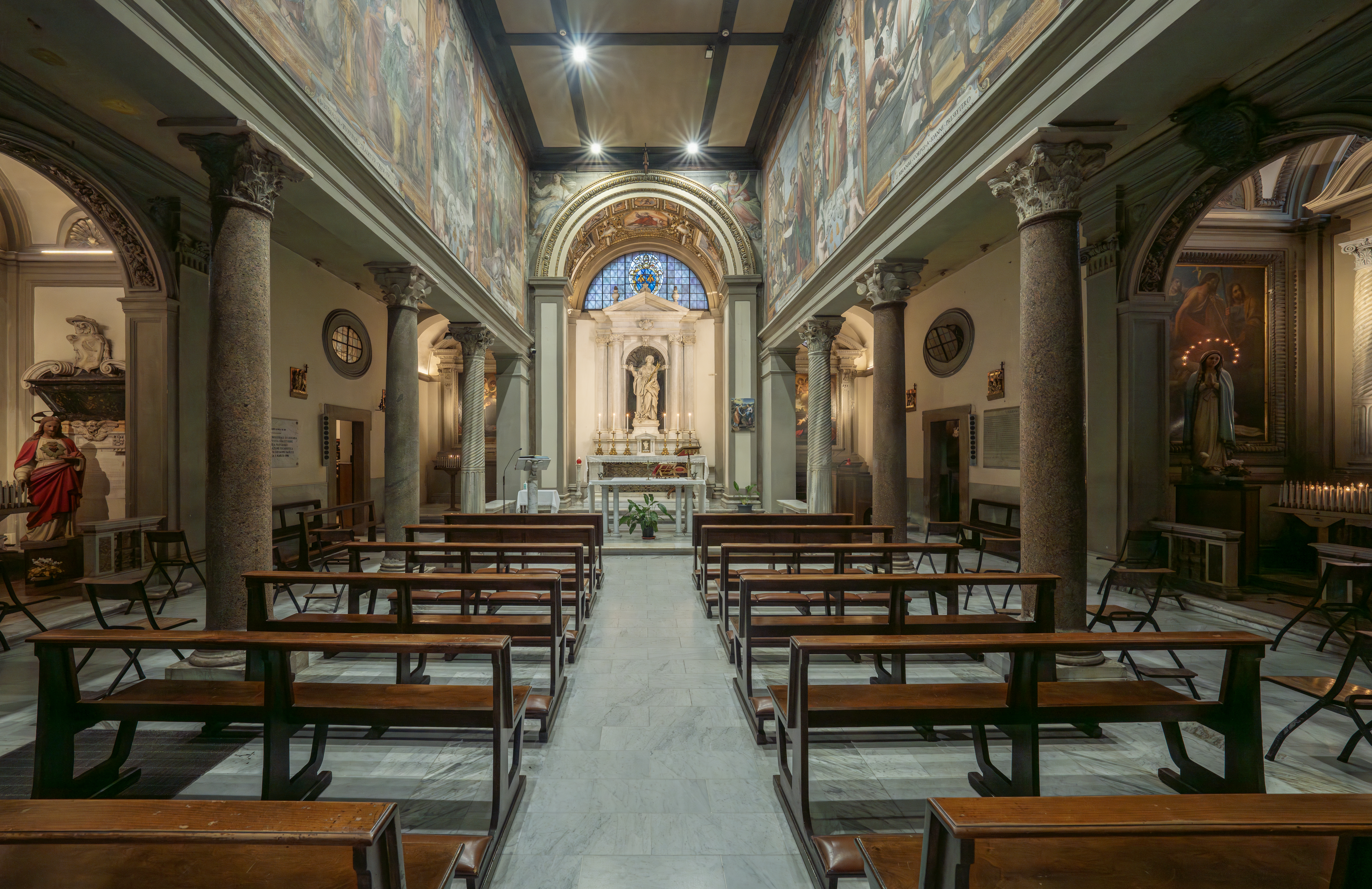
Vista do interior
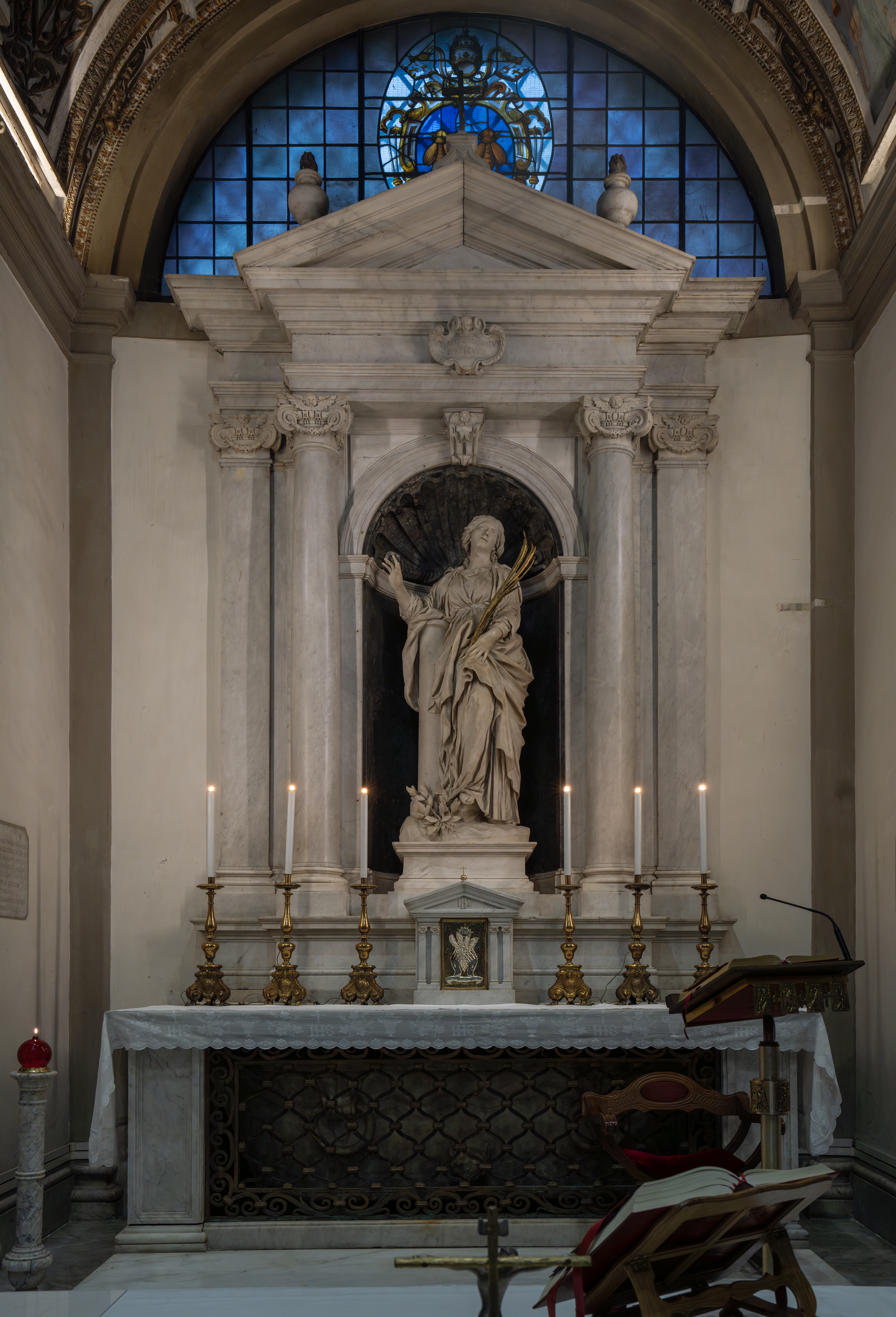
Estátua de Santa Bibiana por Bernini
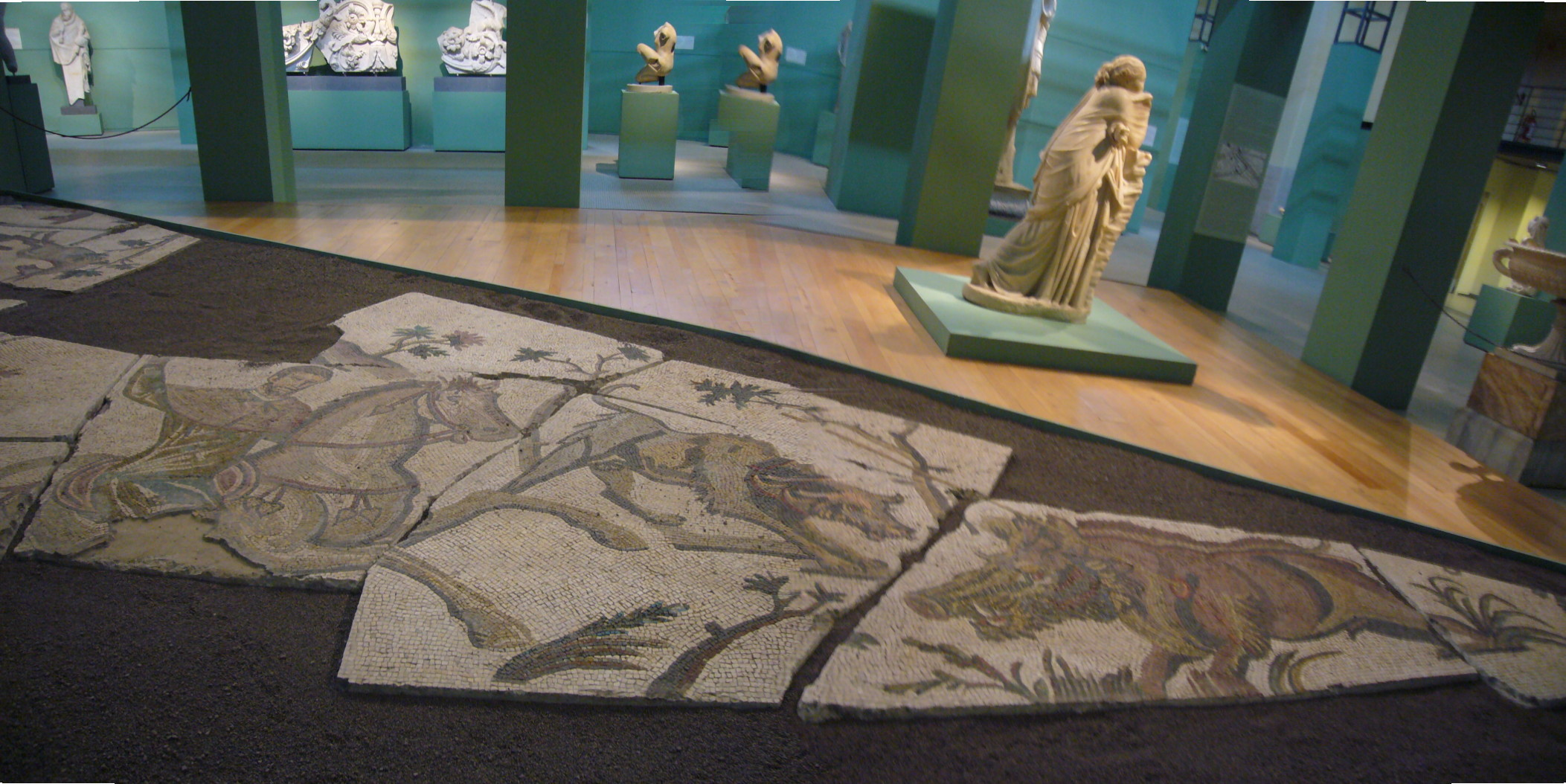
Mosaicos em Santa Bibiana